# Araneus carroll
Araneus carroll este o specie de păianjeni din genul Araneus, familia Araneidae, descrisă de Levi, 1973. Conform Catalogue of Life specia Araneus carroll nu are subspecii cunoscute.